# جواو بيسوا
جواو بيسوا (بالبرتغالية: João Pessoa) هي عاصمة ولاية بارايبا في المنطقة الشمالية الشرقية من البرازيل. وقد تأسست في عام 1585، وأحيانا تسمى «المدينة التي تشرق فيها الشمس أولا»، بما أنها أقصى مدينة في شرق الأمريكتين في خط 34º47'38 «غربا وخط 7º9'28» جنوبا. أما أقصى نقطة في الشرق فهي بونتا دو سيشاس. وتعتبر المدينة «ثاني أكثر المدن اخضرارا في العالم»، حيث تشكل الأحراش أكثر من 7 كيلو متر مربع (2.7 ميل مربع) من مساحتها، ما يجعلها الثانية بعد باريس عاصمة فرنسا. واكتسبت هذا اللقب في عام 1992 بعد دراسة للمراكز الحضرية قامت بها الأمم المتحدة في مختلف البلدان (المصدر: سفارة البرازيل في المملكة المتحدة). وتتميز المدينة بتجاور الشواطئ الاستوائية، والهندسة المعمارية الحديثة، والمباني التاريخية من الفترات الاستعمارية.
جواو بيسوا هي موطن للعديد من الشعراء والكتاب البرازيليين من القرنين التاسع عشر والعشرين مثل أوغستو دوس أنجوس، خوسيه أمريكو دي ألميدا، جوزيه لينس دو ريغو، وبيدرو أميريكو. أخذت اسمها الحالي في عام 1930 تكريما لحاكم الولاية جواو بيسوا كافالكانتي دي البوكيركي، الذي اغتيل في 26 يوليو من ذلك العام. وتعتبر أكبر مدن الولاية، حيث يبلغ عدد سكانها حوالي 770,000 نسمة (حوالي سدس سكان الولاية). وتضم منطقة العاصمة العمرانية ثمان مدن أخرى (بايو، كابيديلو، كوندي، لوسينا، سانتا ريتا، وغيرها)، بما يبلغ مجموعه من السكان 1,223,000 نسمة.
تبعد المدينة عن ريسيفي ما يقرب من 120 كم (75 ميل)، ما يجعلها أقصر مسافة بين عاصمتين من عواصم البرازيل، وكذلك ناتال، التي تبعد عنها 180 كيلومتر (110 ميل) إلى الشمال من جواو بيسوا. ونظرا لارتفاع معدل نمو هذه العواصم الثلاث، فيعتقد أنه في العقود القليلة المقبلة سيتظهر مدينة عملاقة في المنطقة، خصوصا بين ريسيفي وجواو بيسوا.
والمدينة هي إحدى أقدم في شمال شرق البلاد. المسارح والقاعات، ومراكز المؤتمرات هي جزء من البنية التحتية المتوفرة في المدينة. مطار الرئيس كاسترو بينتو الدولي الجديد يربط جواو بيسوا مع العديد من المدن البرازيلية.
يقع مقر العلوم والثقافة والفن،  في أقصى نقطة شرقية من الأمريكتين (بونتا داس سيشاس)، وهو مؤسسة تعليمية وثقافية فضلا عن كونه معلما وطنيا. تم إنشاء المجمع من قبل المهندس المعماري البرازيلي أوسكار نيماير وهو أحد مشاريعه الأخيرة، وتم افتتاحه في عام 2008.

## المناخ
يظهر الجدول التالي التغييرات المناخية على مدار السنة لجواو بيسوا:
| البيانات المناخية لـجواو بيسوا                               | البيانات المناخية لـجواو بيسوا | البيانات المناخية لـجواو بيسوا | البيانات المناخية لـجواو بيسوا | البيانات المناخية لـجواو بيسوا | البيانات المناخية لـجواو بيسوا | البيانات المناخية لـجواو بيسوا | البيانات المناخية لـجواو بيسوا | البيانات المناخية لـجواو بيسوا | البيانات المناخية لـجواو بيسوا | البيانات المناخية لـجواو بيسوا | البيانات المناخية لـجواو بيسوا | البيانات المناخية لـجواو بيسوا | البيانات المناخية لـجواو بيسوا |
| الشهر                                                        | يناير                          | فبراير                         | مارس                           | أبريل                          | مايو                           | يونيو                          | يوليو                          | أغسطس                          | سبتمبر                         | أكتوبر                         | نوفمبر                         | ديسمبر                         | المعدل السنوي                  |
| ------------------------------------------------------------ | ------------------------------ | ------------------------------ | ------------------------------ | ------------------------------ | ------------------------------ | ------------------------------ | ------------------------------ | ------------------------------ | ------------------------------ | ------------------------------ | ------------------------------ | ------------------------------ | ------------------------------ |
| الدرجة القصوى °م (°ف)                                        | 32.8 (91.0)                    | 33.0 (91.4)                    | 33.6 (92.5)                    | 34.8 (94.6)                    | 32.0 (89.6)                    | 31.4 (88.5)                    | 30.2 (86.4)                    | 30.7 (87.3)                    | 32.0 (89.6)                    | 31.7 (89.1)                    | 32.0 (89.6)                    | 32.8 (91.0)                    | 34.8 (94.6)                    |
| متوسط درجة الحرارة الكبرى °م (°ف)                            | 30.2 (86.4)                    | 30.5 (86.9)                    | 30.0 (86.0)                    | 29.8 (85.6)                    | 29.6 (85.3)                    | 28.3 (82.9)                    | 27.5 (81.5)                    | 27.8 (82.0)                    | 28.3 (82.9)                    | 29.3 (84.7)                    | 29.7 (85.5)                    | 30.0 (86.0)                    | 29.3 (84.7)                    |
| المتوسط اليومي °م (°ف)                                       | 27.1 (80.8)                    | 27.2 (81.0)                    | 27.0 (80.6)                    | 26.7 (80.1)                    | 26.0 (78.8)                    | 25.2 (77.4)                    | 24.2 (75.6)                    | 24.3 (75.7)                    | 25.1 (77.2)                    | 26.3 (79.3)                    | 26.7 (80.1)                    | 26.9 (80.4)                    | 26.1 (79.0)                    |
| متوسط درجة الحرارة الصغرى °م (°ف)                            | 23.7 (74.7)                    | 23.5 (74.3)                    | 23.2 (73.8)                    | 22.8 (73.0)                    | 22.2 (72.0)                    | 21.4 (70.5)                    | 20.9 (69.6)                    | 20.5 (68.9)                    | 21.5 (70.7)                    | 23.0 (73.4)                    | 23.7 (74.7)                    | 23.9 (75.0)                    | 22.5 (72.5)                    |
| أدنى درجة حرارة °م (°ف)                                      | 19.6 (67.3)                    | 16.9 (62.4)                    | 19.0 (66.2)                    | 20.2 (68.4)                    | 19.6 (67.3)                    | 17.0 (62.6)                    | 17.0 (62.6)                    | 15.0 (59.0)                    | 13.6 (56.5)                    | 18.6 (65.5)                    | 17.8 (64.0)                    | 19.4 (66.9)                    | 13.6 (56.5)                    |
| معدل هطول الأمطار مم (إنش)                                   | 75.8 (2.98)                    | 108.4 (4.27)                   | 252.2 (9.93)                   | 349.8 (13.77)                  | 307.3 (12.10)                  | 346.1 (13.63)                  | 346.2 (13.63)                  | 183.5 (7.22)                   | 87.2 (3.43)                    | 35.4 (1.39)                    | 24.9 (0.98)                    | 28.5 (1.12)                    | 2٬145٫4 (84.46)                |
| متوسط الأيام الممطرة (≥ 1 mm)                                | 8                              | 9                              | 15                             | 17                             | 17                             | 18                             | 21                             | 16                             | 11                             | 7                              | 5                              | 5                              | 149                            |
| متوسط الرطوبة النسبية (%)                                    | 75                             | 75                             | 81                             | 79                             | 81                             | 81                             | 87                             | 75                             | 77                             | 73                             | 74                             | 74                             | 77.7                           |
| ساعات سطوع الشمس الشهرية                                     | 244.2                          | 219.1                          | 206.9                          | 181.5                          | 193.9                          | 180.7                          | 190.5                          | 230.1                          | 235.1                          | 266.2                          | 272.7                          | 274.2                          | 2٬695٫1                        |
| المصدر: Brazilian National Institute of Meteorology (INMET). |                                |                                |                                |                                |                                |                                |                                |                                |                                |                                |                                |                                |                                |

## أعلام
- مارينيو تشاغاس
- دوغلاس سانتوس
- خوسيه ريكاردو دوس سانتوس أوليفيرا
- خوسيه أميريكو دي ألميدا
- ليوفيغيلدو جونيور
- ماتيوس كونها
- خوسيه أرواخو
- أوتافيو إدميلسون دا سيلفا مونتيرو